# Миодраг Грбић
Миодраг Грбић (Сремски Карловци, 25. децембар 1901 — Сремски Карловци, 30. јун 1969) био је српски археолог прве генерације школованих археолога у Србији, пионир у научним истраживањима наших до тада неоткривених праисторијских и античких налазишта.

## Биографија
Преци Миодрага Грбића дошли су у некој од сеоба из околине Призрена и били прво настањени у Инђији, а надгробни споменици поуздано сведоче да су Грбићи у Сремским Карловцима живели у првим деценијама XIX века. Први који се помиње био је Миодрагов прадеда Јован Грбић чији се најмлађи син Срета, Миодрагов деда, бавио виноградарством. Оженио се Јеленом-Јецом Јанковић и са њом добио сина Александра и кћер Кату.
Александар Грбић (1868-1947), Миодрагов отац, био је чиновник али се, одржавајући породичну традицију, бавио и виноградарством. Након смрти прве жене Даринке, оженио се Зорком Михајловић. Са њом је добио троје деце: сина Миодрага и кћери Цвету и Виду.
Миодраг је рођен 25.(12) децембра 1901. године у Сремским Карловцима. Детињство је провео у родном граду где је стекао и прво образовање у Српској народној основној школи, коју је завршио јуна 1912. године са врло добрим успехом. Матурирао је на класичној Српској великој гимназији 1920. године, а студије археологије завршио је на Карловом универзитету у Прагу, где је 1925. године докторирао код тада чувеног професора Лубора Нидерлеа. Говорио је немачки и чешки а служио се француским и енглеским језиком.
По повратку из Чешке, постављен је за асистента при катедри за историју уметности Филозофског факултета у Београду, а потом за кустоса приправника Музеја у Скопљу. Од 1927. године ради као кустос Народног музеја у Београду, истражујући неолитска и античка налазишта у Србији и Македонији – Старчево, Басијану, Хераклеју Линкестис и друге.
Додељена су му два одликовања, Орден Светог Саве петог реда, 1934. године и Орден Југословенске круне петог степене, 1938. године.
Током рата постављен је за управника Музеја града Београда, а његовом иницијативом основан је Градски завод за чување старина. Као референт за музеје и старине при Министарству просвете учествовао је у спашавању Светих моштију кнеза Лазара, цара Уроша и деспота Стефана Штиљановићa из Фрушкогорских манастира 1942. године.
Због активности током рата, Грбић остаје без службе и бива позиван на саслушање код комисије за ратне злочине. Кратко време је провео у притвору али није кажњаван. У тешким послератним приликама живео је код оца у Карловцима, бавећи се виноградарством. Радио је као покрајински секретар Народних универзитета Војводине у Новом Саду и референт за музеје и старине при Покрајинском повереништву за просвету а 1948. прелази у Музеј Војводине, где је урадио модерну музејску поставку.
За научног сарадника Археолошког института САНУ у Београду постављен је 1949. године а десет година касније добио је звање научног саветника. У Институту је радио све до своје изненадне смрти. Др Миодраг Грбић умро је 30. јуна 1969. године. „Смрт га је неправедно узела под своје у тренутку најинтезивније научне делатности и на домаку испуњења давнашњих жеља о мирном животу, у својим карловачким виноградима и спремању животног дела о неолитској земљорадњи“. Његова урна похрањена је у породичној гробници на гробљу у Сремским Карловцима.

## Научни рад
Примарна научна делатност др Грбића била је истраживање праисторијских култура на Балкану и настанка неолитских култура. Први је установио основне фазе неолита у нашој земљи и на тај начин поставио темеље релативне хронологије. Открио је и први детерминисао старчевачку културу, као нашу најстарију неолитску културу. Први је вршио истраживања у Плочнику, крај Прокупља откривши насеље које припада најмлађој фази винчанске културе, названој Винча-Плочник.
Предмет његовог научног интересовања била је и античка археологија, посебно грчка и римска пластика. Истражујући римску Басијану (Bassianae) крај Доњих Петроваца и Хераклеју (Heraclea Lyncestis) крај Битоља, Грбић је следио принцип откопавања споменика у целини, на великој површини, како би био приступачан и разумљив не само стручњаку него и широј публици. Његовом иницијативом започета су велика систематска ископавања у Сремској Митровици (Sirmium) и Нишу (Naissus).
Упоредо са истраживачким бавио се и са музеолошким радом, учествујући у оснивању и уређењу музеолошке делатности у Србији, посебно у Војводини, где скоро нема музеја чији оснивач није био.